# Podiceps taczanowskii
Podiceps taczanowskii là một loài chim trong họ Podicipedidae.